# Rifugio Lavarella
Il rifugio Lavarella (in tedesco Lavarellahütte e in ladino Üćia Lavarella) è un rifugio a gestione privata, situato nel Parco naturale Fanes - Sennes e Braies in Alto Adige, a 2.042 m s.l.m., nell'alpe di Fanes Piccolo, lungo la vecchia strada militare che collega il rifugio Pederü a Cortina d'Ampezzo. Il rifugio si trova nel territorio comunale di Marebbe.

## Storia
Prima della prima guerra mondiale esisteva unicamente una capanna di proprietà della famiglia Frenner. La storia dell'attuale rifugio alpino Lavarella inizia nel 1912, quando venne costruita la prima baita- fienile da Mariangelo Frenner. Nel 1919 Mariangelo Frenner, di San Vigilio di Marebbe, utilizzando i resti di costruzioni militari risalenti alla guerra, ingrandisce la baita trasformandola in un rifugio per gli alpinisti e gli escursionisti., che allora veniva chiamata “ baita di Fanes piccolo”. Si trattava di una semplice baita in pietra a pianterreno che offrì ai primi alpinisti uno spazio per dormire e apprezzare qualche bevanda. 
La vera e propria funzione di rifugio nacque nel 1934, quando il figlio di Mariangelo, Fritz Frenner, effettuò la prima ristrutturazione. Nel 1939 il rifugio fu completamente distrutto da un devastante incendio, ma fu ricostruito lo stesso anno. Il proprietario Fritz Frenner morì negli eventi della seconda guerra mondiale. Da quel momento in poi la gestione passò al fratello Peter Frenner, che verso la fine degli anni settanta passò il testimone al figlio Hanspeter Frenner. Il rifugio è poi stato ristrutturato nuovamente nel 1980, nel 86 e rimodernato nella forma attuale nel 1997. La famiglia Frenner- Sógorka, Hanspeter & Michaela e Anna & Gábor sono i gestori attuali del rifugio.

## Geografia
Accanto al rifugio Lavarella sorgono:
- poco più a sud si trova il piccolo e suggestivo lago Verde;
- accanto al rifugio la pochi la Picia Capela de Fanes, una piccola cappella del 2003 ad opera dell'architetto Carljoseph Schaaff,  dedicata al santo di Oies, Josef Freinademetz.[1][2]

## Accessi
Il rifugio Lavarella è facilmente raggiungibile dal rifugio Pederü (1548 m), lungo il sentiero n. 7, o con mezzi autorizzati lungo una strada sterrata, parallela al sentiero.
Altre possibili vie d'accesso sono dalla Capanna Alpina (zona di San Cassiano) o dalla zona del Lagazuoi - passo Falzarego.

## Cultura

### Cinema
Presso il rifugio è stata ambienta buona parte del film per ragazzi di produzione italo-tedesca La maledizione del re nero.